# Astaraçay
Astaraçay är ett vattendrag i Azerbajdzjan.   Det ligger i distriktet Astara Rayonu, i den sydöstra delen av landet, 230 kilometer söder om huvudstaden Baku.